# Guido Gillarduzzi (pattinatore di velocità)
Guido Gillarduzzi (Cortina d'Ampezzo, 7 ottobre 1939 – San Candido, 30 aprile 2016) è stato un pattinatore di velocità su ghiaccio italiano.
Ha partecipato ad una Olimpiade invernale (Grenoble 1968), tre edizioni dei campionati mondiali completi di pattinaggio di velocità (1967, 1968 e 1969) e due dei campionati europei completi di pattinaggio di velocità (1967 e 1969). A livello nazionale ha vinto un bronzo nel 1971.
Anche il figlio Dino ha seguito le orme paterne.
È morto all'ospedale di San Candido il 30 aprile 2016.

## Risultati

### Partecipazioni olimpiche
- Grenoble 1968
  - 1.500 m - 38º posto
  - 5.000 m - 23º posto

### Campionati mondiali
- Oslo 1967 - 28º posto
- Göteborg 1968 - 33º posto
- Deventer 1969 - 24º posto

### Campionati europei
- 1967 - 26º posto
- 1969 - 19º posto